# Кунгря (Арджеш)
Кунгря (рум. Cungrea) — село у повіті Арджеш в Румунії. Входить до складу комуни Чомеджешть.
Село розташоване на відстані 136 км на захід від Бухареста, 29 км на захід від Пітешть, 82 км на північний схід від Крайови, 122 км на південний захід від Брашова.

## Населення
За даними перепису населення 2002 року у селі проживали 209 осіб, усі — румуни. Усі жителі села рідною мовою назвали румунську.